# 7418 Akasegawa
7418 Akasegawa este un asteroid din centura principală de asteroizi.

## Descriere
7418 Akasegawa este un asteroid din centura principală de asteroizi. A fost descoperit pe 11 martie 1991 la Kitami de Tetsuya Fujii și Kazuro Watanabe. Asteroidul prezintă o orbită caracterizată de o semiaxă mare de 2,36 ua, o excentricitate de 0,05 și o înclinație de 7,3° în raport cu ecliptica.